# José Francisco Guerra
José Francisco Guerra Iglesias  (* 22. června 1968) je bývalý španělský sportovní šermíř, který se specializoval na šerm fleretem. Španělsko reprezentoval v devadesátých letech a v prvních letech jednadvacátého století. Na olympijských hrách startoval v roce 1992 v soutěži jednotlivců a družstev a v roce 1996 v soutěži jednotlivců. V roce 1995 obsadil druhé místo na mistrovství světa v soutěži jednotlivců. Se španělským družstvem fleretistů vybojoval v roce 2002 třetí místo na mistrovství světa.